# 서군
서군은 1600년 세키가하라 전역 당시 도요토미 히데요리를 지지하던 이시다 미쓰나리와 그의 동맹군을 가리킨다. 도요토미 히데요시의 죽음 이후 일본 사회가 빠르게 분열되는 와중, 도쿠가와 이에야스의 세력 확장을 막기 위해 이시다 미쓰나리가 세력을 규합한 것이 서군의 원류였다. 1600년 전쟁 발발 당시 서군의 핵심 수장은 이시다 미쓰나리였지만, 실질적으로 군을 이끈 것은 모리씨의 모리 히데모토였다. 세키가하라 전역 중 깃카와 히로이에를 비롯한 일부 서군이 동군에 합류했고, 세키가하라 전투 중에는 고바야카와 히데아키를 비롯한 다수의 서군 장수들이 동군에 합류했다. 세키가하라 전투 이후에도 대부분의 서군 무장들은 살아남았지만, 이시다 미쓰나리를 비롯한 일부 무장은 처형되었다. 

## 주요 장수
| 출신 지역 | 장군 이름 | 배치 |
| --------- | --------- | ---- |
|           |           |      |